# Staatliche Studienakademie Dresden
Die Staatliche Studienakademie Dresden ist einer der sieben Standorte der Dualen Hochschule Sachsen und stellt neben der TU Dresden, der HTW Dresden und anderen Hochschulen eine weitere Einrichtung im tertiären Bildungsbereich der Landeshauptstadt dar. Anfang 2025 studieren hier ca. 1.000 Studierende. Die Studienvergütung von durchschnittlich 1.000 Euro trägt bei den Studierenden wesentlich zur Finanzierung des Studiums bei. Die Vermittlungsquote zum Abschluss des Studiums liegt bei 95 Prozent. (Stand 31. Dezember 2024)

## Geschichte
1950 erfolgte die Gründung einer Techniker-Abendschule in Freital bei Dresden, 1953 der Abendfachschule für Holztechnik ebenfalls in Freital sowie 1954 der Fachschule für Holztechnologie in Dresden, mit späterer Namensänderung in Ingenieurschule für Holztechnik Dresden.
1991 entstand ein Antrag für ein Pilotprojekt „Berufsakademie“ an das Sächsische Staatsministerium für Wissenschaft und Kunst. Letztmals wurden Studenten in der Fachrichtung Holztechnik der Ingenieurschule für Holztechnik Dresden immatrikuliert und in einem dreijährigen Fachschulstudium ausgebildet. Der letzte Techniker-Jahrgang wurde ebenfalls 1991 immatrikuliert und hat das Studium im Juli 1994 abgeschlossen. Es folgte der Beginn des Studienbetriebes an der Berufsakademie Dresden und Studienaufnahme von 49 Studenten in den Studienrichtungen Bank, Industrie sowie Holz- und Kunststofftechnik. Das Pilotprojekt wurde 1994 beendet und mit Hilfe des Sächsischen Berufsakademiegesetzes als Studienregeleinrichtung offiziell eingeführt.
Im Jahre 2004 studierten ca. 1100 Studenten an der Berufsakademie Dresden in den Studiengängen Bankwirtschaft, Handel, Industrie, Steuerberatung/Prüfungswesen, Versicherungswirtschaft, Wirtschaftsinformatik, Informationstechnik, Medienproduktion, Holzbau/Bauelemente und Möbel/Innenausbau.
Im Jahre 2006 begann man mit dem ersten Bachelorstudiengang nach dem Bologna-Modell.
Die Studiengänge Finanzwirtschaft-Bank, Finanzwirtschaft-Versicherung und Wirtschaftsinformatik sowie Agrarmanagement, Betriebswirtschaft-Handel und Betriebswirtschaft-Industrie sind durch die FIBAA und die Studiengänge Holz- und Holzwerkstofftechnik, Informationstechnik und Medieninformatik durch die ASIIN erfolgreich akkreditiert worden.
Mit dem Inkrafttreten des sächsischen Berufsakademiegesetzes vom 9. Juni 2017 wurde die Berufsakademie Dresden als Staatliche Studienakademie in die neu gegründete Berufsakademie Sachsen überführt.
Am 1. Januar 2025 wurde die Duale Hochschule Sachsen als Rechtsnachfolgerin der Berufsakademie Sachsen gegründet.

## Standort

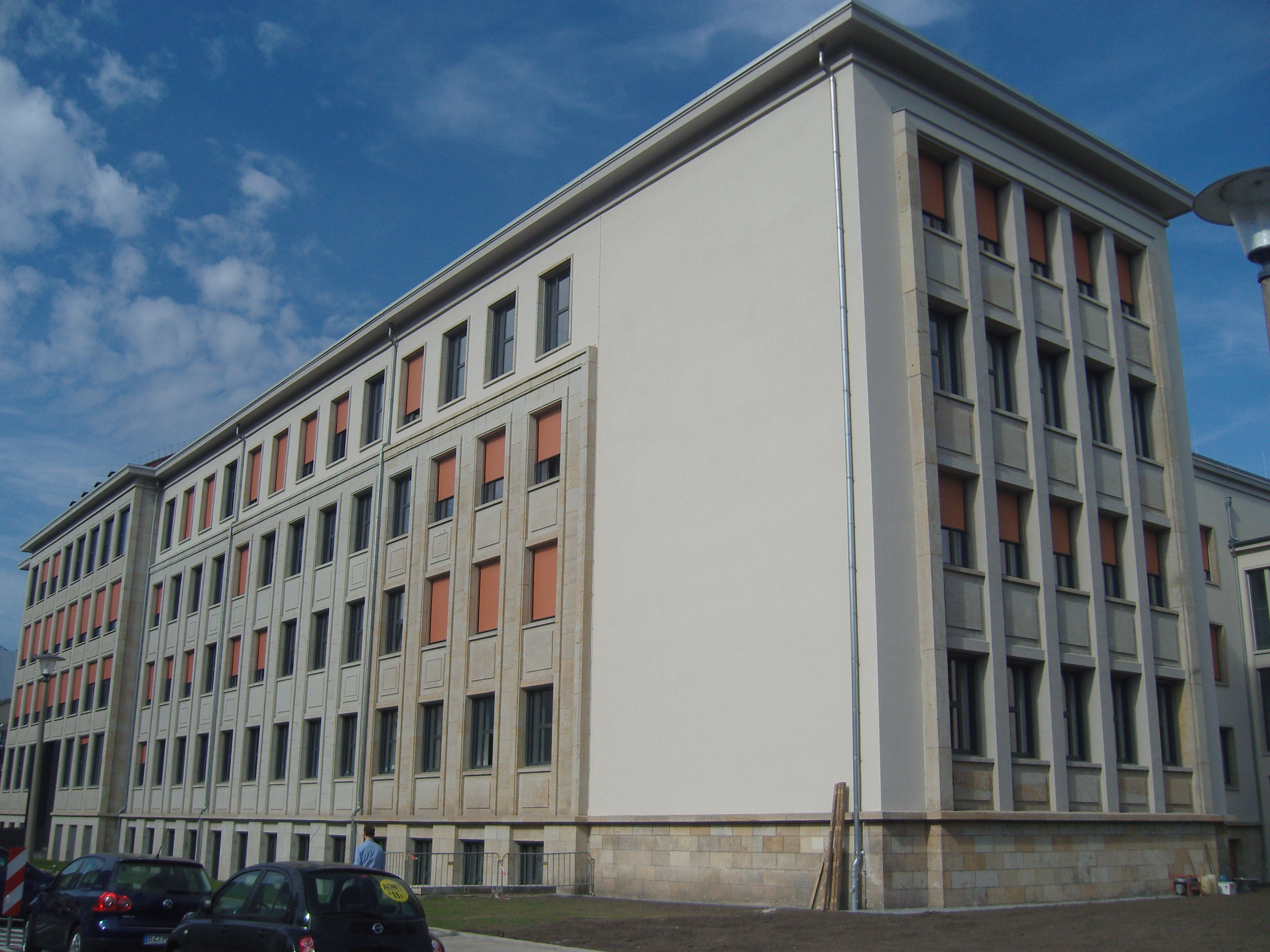
1957/58 errichtetes Gebäude der Ingenieurhochschule Dresden an der Dürerstraße; jetzt Haus 3 des Campus (die linken etwa zwei Drittel bis zum Fallrohr beheimaten einen Teil der Evangelischen Hochschule für Soziale Arbeit)

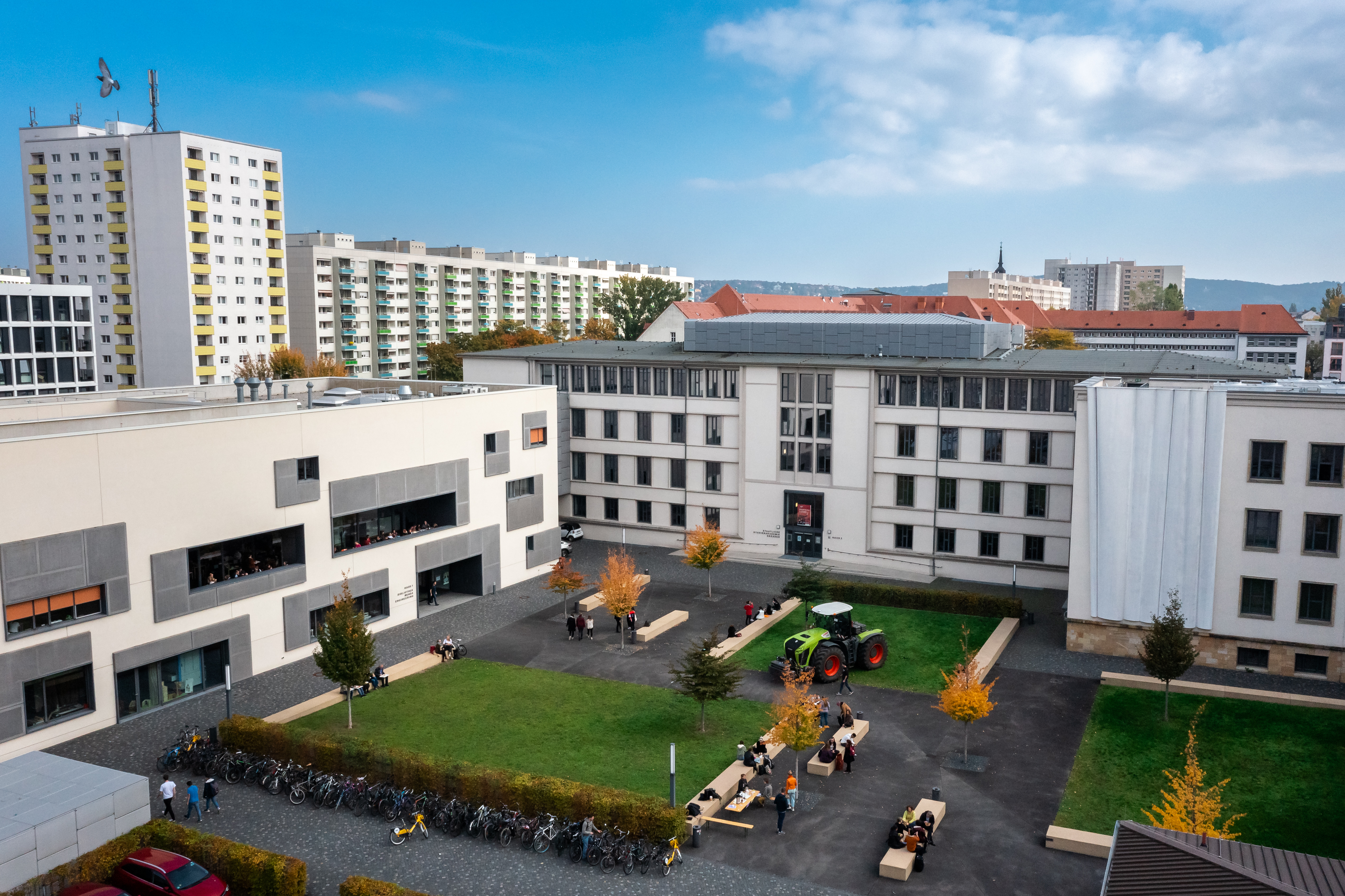
Staatliche Studienakademie Dresden

Seit dem Umzug im August 2011 in den neuen Campus befinden sich das Direktorium, die Verwaltung und alle Studiengänge auf dem früheren Gelände der Ingenieurhochschule Dresden an der Dürerstraße im Stadtteil Johannstadt. Das Gelände beherbergt zudem einen Teil der Evangelischen Hochschule Dresden sowie das gemeinsame Gebäude mit Bibliothek, Holz-Werkstatt und Mensa.
Die ehemaligen Standorte der Berufsakademie Dresden in Dresden-Trachenberge und in der Radeberger Vorstadt wurden vollständig aufgelöst.

## Studium

### Studiengänge
Das Studienangebot der Staatlichen Studienakademie Dresden umfasst ausschließlich Bachelor-Studiengänge und ist in die Studienbereiche Technik und Wirtschaft organisiert. Innerhalb der Studienbereiche sind hierarchisch die Studiengänge und ihre Studienrichtungen eingeordnet.
Im Studienbereich Technik gibt es die Studiengänge Holz- und Holzwerkstofftechnik, Informationstechnik und Medieninformatik. Im Studienbereich Wirtschaft kann in den Studiengängen Agrarmanagement, Betriebswirtschaft (mit den Studienrichtungen Handel und Industrie), Finanzwirtschaft (mit den Studienrichtungen Bank und Versicherungsmanagement), Lebensmittelmanagement, Steuern/Prüfungswesen/Consulting sowie Wirtschaftsinformatik studiert werden.

### Zugangsvoraussetzungen
Zugangsvoraussetzung ist ein Studienvertrag mit einem geeigneten Unternehmen, dabei helfen die Mitarbeiter der Studienakademie bei der Vermittlung von Firmenkontakten. Voraussetzung ist ebenfalls entweder die allgemeine Hochschulreife oder die Fachhochschulreife oder die fachgebundene Hochschulreife, oder ein Abschluss als Meister.
Zusätzlich besteht für Bewerberinnen und Bewerber mit einer mindestens dreijährigen staatlich geregelten Berufsausbildung die Möglichkeit, ohne Abitur ein fachgebundenes Studium nach Zugangsprüfung und/oder Beratungsgespräch aufzunehmen (§ 18 Art. 6a SächsHSG).

### Studienablauf
Grundlage für das Studium an der Akademie ist ein Studienvertrag mit einem anerkannten Praxispartner. Abgesehen davon, dass durch ihn in der Regel eine Studienvergütung gezahlt wird, kennen die Absolventen bei der Bewerbung um einen Arbeitsplatz bereits die Unternehmensabläufe und sind somit in der Lage, schnell abrechenbare Ergebnisse zu liefern. Dies kann zu einer Bevorzugung im Bewerbungsprozess führen. Die Praxispartner übernehmen selber 80 bis 100 Prozent der Absolventen in ein festes Arbeitsverhältnis. In dualen Studiengängen wechseln wissenschaftlich-theoretische Studienabschnitte an der Studienakademie mit praxisintegrierenden Abschnitten im Unternehmen. Studienbeginn ist immer der 1. Oktober des Jahres. Bereits nach sechs Semestern kann das Studium mit einem Bachelor-Abschluss erfolgreich beendet werden. Die hohe Erfolgsquote beim Erreichen des Studienzieles resultiert aus der engen Bindung der Studierenden an die Praxispartner. Die Modularisierung und die Vergabe von Credit-Points machen Leistungen auch international vergleichbar.

### Studienfinanzierung
In Sachsen werden keine Studiengebühren erhoben. Studierende erhalten in der Regel eine Studienvergütung vom jeweiligen Praxispartner. Das Studium an der Dualen Hochschule ist (wie zuvor an der Berufsakademie) ein nach § 2 Art. 5 Punkt 2 BAföG förderungsfähiges Studium. Eine entsprechende Klarstellung zur Ausbildungsstätte bei Dualen Studiengängen wurde veröffentlicht.